# Sara Solá de Castellanos
Sara Solá de Castellanos o Sara Solá (Salta, Argentina, 1888 - ibídem ?) va ser una poetessa, novel·lista, dramaturga i musicòloga argentina que va escriure la lletra de l'himne de la Ciutat de Salta. Va escriure dos extensos poemaris: Poemas del paisaje i Tiempo Añorado, també va compondre una sèrie de poemes juvenils, novel·les i cançons.
Va néixer a la ciutat de Salta l'any 1888 provinent d'una de les famílies tradicionals de la seva ciutat natal. Era germana de la poetessa Emma Solá, i de l'historiador Miguel Solá. Va començar a publicar composicions poètiques des de molt jove en diaris i revistes locals, com a Caras i Caretas, signant amb el nom artístic de Violeta del Valle. El 1923 va editar Elogio de la Vida Provinciana, poemes entre els quals s'inclou el poema dramàtic. També va compondre obres teatrals, entre les més destacades es troben En els Tiempos Gloriosos, que es va estrenar en el teatre Victoria de Salta el 1928 i Florilegio del Milagro y Santoral. També va compondre novel·les, com L'Esposa del Oidor, obra per la qual va rebre distincions en els Jocs Florals i pel Consell Nacional de Dones. Va publicar en diaris treballs de caràcter històric sobre temes vilatans i assajos biogràfics sobre personatges locals o vinculats a la història salteña. Va morir a la Ciutat de Salta.

## Obres destacades
- Dios
- A la Virgen del Milagro
- Poemas del Paisaje
- Gloria a Salta
- Tiempo Añorado
- Elogio de la Vida Provinciana
- En los Tiempos Gloriosos
- Florilegio del Milagro
- Santoral
- La Esposa del Oidor